# Agrocharis
Agrocharis es un género perteneciente a la familia Apiaceae. Comprende 4 especies descritas y de estas, solo 3 aceptadas.

## Taxonomía
El género fue descrito por Christian Ferdinand Friedrich Hochstetter y publicado en Flora 27: 19. 1844. La especie tipo es: Agrocharis melanantha  Hochst.	

## Especies
A continuación se brinda un listado de las especies del género Agrocharis aceptadas hasta septiembre de 2012, ordenadas alfabéticamente. Para cada una se indica el nombre binomial seguido del autor, abreviado según las convenciones y usos.
- Agrocharis incognita  (C.Norman) Heywood & Jury
- Agrocharis melanantha  Hochst.
- Agrocharis pedunculata  (Baker f.) Heywood & Jury